# سیاه دوزی بلوچ

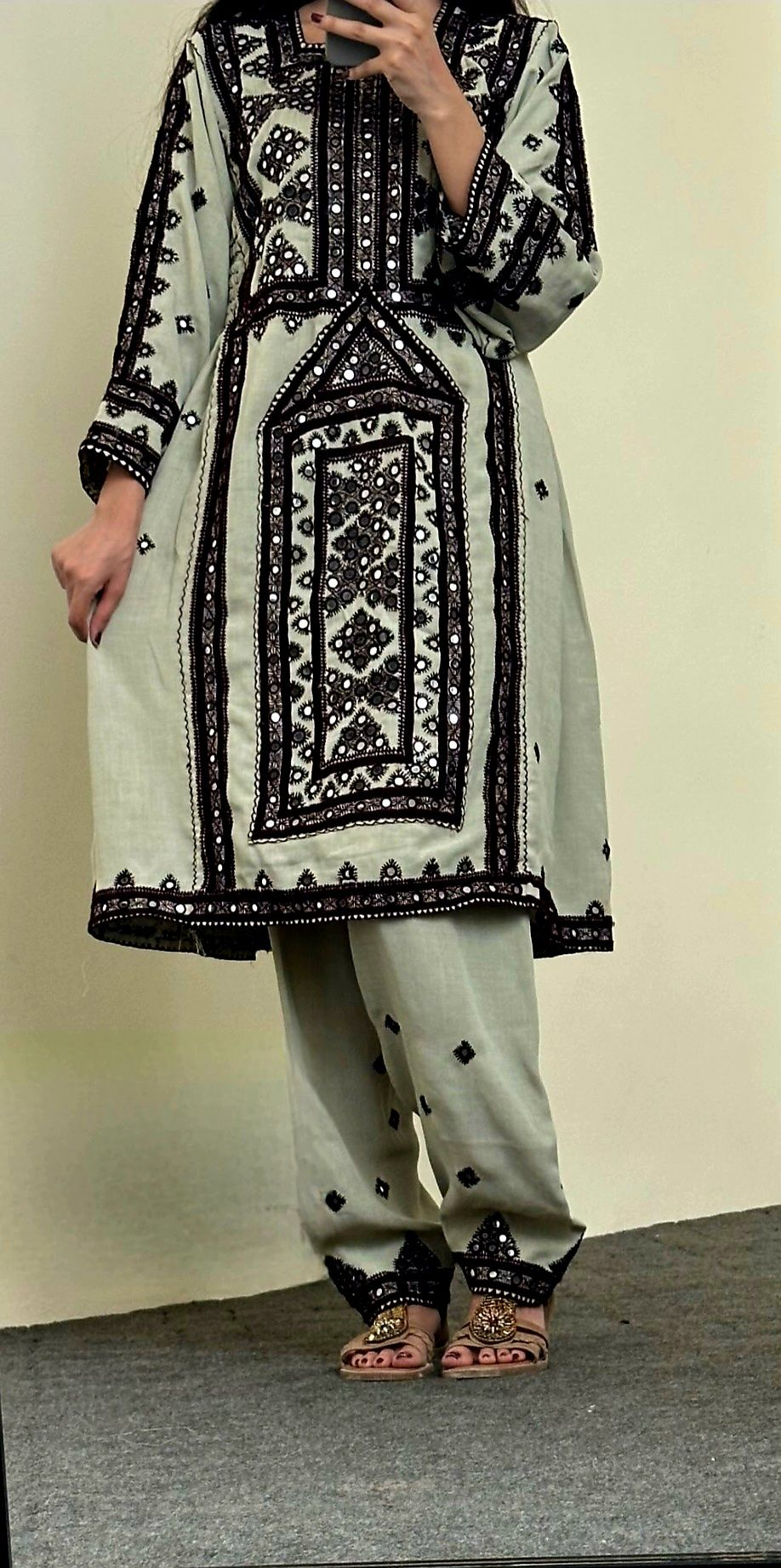
An image of Siah dozi, the traditional art of Baloch women.

سیاه‌دوزی  یا سیاه دوچ  یکی از شاخه‌های اصیل هنر سوزن‌دوزی بلوچی در فرهنگ مردم بلوچ است. این هنر که عمدتاً توسط زنان بلوچ اجرا می‌شود، از دوختن نخ‌های مشکی ابریشمی با طرح‌های هندسی و ظریف بر زمینه پارچه‌های مختلف روشن یا سفید تشکیل می‌شود. سیاه‌دوزی، در کنارسایر هنر های سوزن دوزی، یکی از شاخص‌ترین جلوه‌های سوزن‌دوزی بلوچی به‌شمار می‌رود. در سال‌های اخیر، علاقه‌مندان به هنرهای دستی در دیگر مناطق ایران نیز به این هنر جذب شده‌اند؛ با این حال، منشأ و میراث فرهنگی آن منحصراً به اقوام بلوچ بازمی‌گردد.

## پیشینه
سیاه‌دوزی بلوچ ریشه در سنت‌های کهن مردم بلوچ دارد و نسل به نسل از مادران بلوچ به دختران بلوچ منتقل شده است. این هنر نه‌تنها در مناطق بلوچ‌نشین ایران مانندسیستان و بلوچستان، کرمان،خراسان جنوبی و هرمزگان رواج دارد، بلکه در دیگر کشورهایی که اقوام بلوچ در آن ساکن‌اند، نظیر پاکستان، عمان و افغانستان نیز استفاده میشود. امروزه  در تمام بلوچستان در شهرهایی مانند زاهدان، سراوان، دلگان، خاش، و نیکشهر نمونه‌های زیادی از این هنر بلوچی یافت می‌شود، استفاده از آن در بلوچستان پاکستان و عمان نیز متداول است.
در منابع پاکستانی، سیاه‌دوزی (که گاه با واژه‌هایی مانند Balochi needlework از آن یاد می‌شود)، به‌عنوان یک جلوه منحصر از هنر سوزن‌دوزی بلوچ شناخته شده است. برخی پژوهشگران پاکستانی آن را یکی از نمونه‌های نادر اتصال هویت فرهنگی، زیبایی‌شناسی هندسی، و روایت‌های زنانه در فرهنگ قومی بلوچ دانسته‌اند.

## ویژگی‌ها
در سیاه‌دوزی، نقوش کاملاً هندسی، تکرارشونده و گاه دارای ساختار متقارن هستند. این هنر برخلاف برخی از انواع سوزن‌دوزی که رنگارنگ‌اند، از نخ مشکی ابریشمی یا نخی ضخیم‌تر برای ایجاد تضاد چشمگیر با زمینه روشن استفاده می‌کند. سیاه‌دوزی معمولاً بر یقه، سرآستین، سینه و لبهٔ لباس زنان بلوچ اجرا می‌شود.

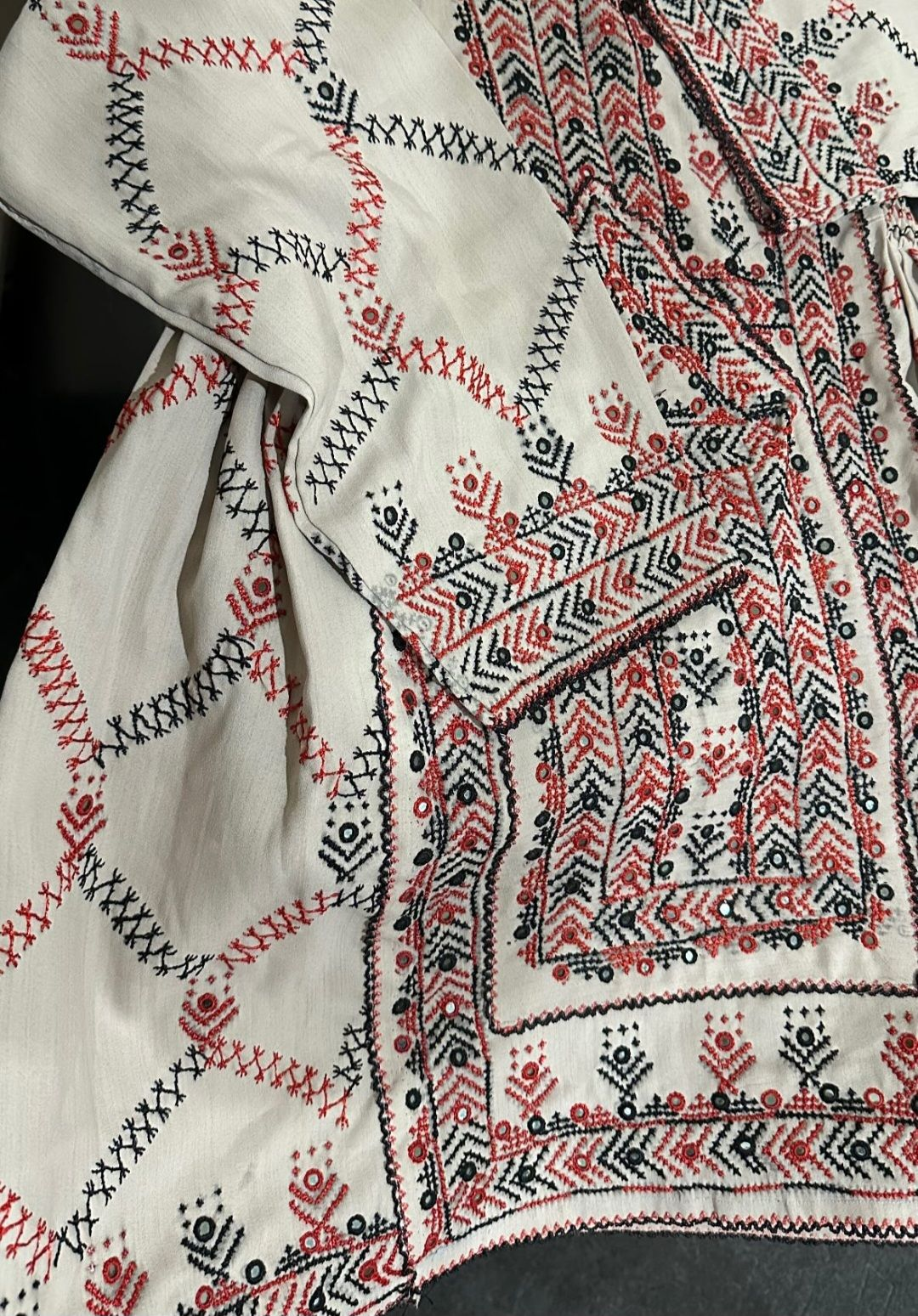
Baluchi black embroidery combined with the color red, a modern variation of traditional Baloch stitching.

سیاه‌دوزی هیچ ارتباطی با فرهنگ‌های غیر بلوچ ندارد، بلکه از ابتدا توسط زنان بلوچ خلق و حفظ شده است. در ایرانشهر، که به‌عنوان شهر ملی سوزن‌دوزی ثبت شده‌است، آثار متنوعی از انواع سیاه‌دوزی و خامه‌دوزی در کارگاه‌های زنان بلوچ تولید می‌شود.
در سال‌های اخیر، هنرمندان بلوچ و فعالان حوزه مد و پوشاک سنتی اقدام به تلفیق سیاه‌دوزی با رنگ‌های دیگر (مانند قرمز، فیروزه‌ای یا سبز تیره و ...) کرده‌اند. 
این تلفیق‌ها، چه در رنگ زمینه و چه در رنگ نخ، باعث شده سیاه‌دوزی از حالت صرفاً سنتی خارج شده و وارد دنیای مدرن و هنری شود. همچنین ترکیب آن با یا سایر اشکال آینه‌دوزی، نوعی تنوع بصری و کاربردی به این هنر بخشیده است.

## جایگاه فرهنگی
سیاه‌دوزی تنها یک هنر تزئینی نیست، بلکه حامل هویت و روایت‌های نسل به نسل زنان بلوچ است. هر طرح خاص ممکن است در یک منطقه بلوچ‌نشین معنای خاصی داشته باشد. زنان بلوچ گاه طرح‌های خاصی را برای موقعیت‌هایی مانند عروسی، تولد یا عزاداری می‌دوختند. بنابراین این هنر نقش حافظه جمعی و فرهنگی را نیز ایفا می‌کند.

## استفاده روی پارچه های رنگی
یکی از ویژگی‌های قابل توجه و منعطف سیاه‌دوزی بلوچ، امکان اجرای آن بر روی انواع مختلف پارچه‌های رنگی است. برخلاف تصور رایجی که این هنر را تنها محدود به پارچه‌های سفید می‌داند، در سنت‌های واقعی بلوچستان، سیاه‌دوزی از دیرباز بر روی زمینه‌های متنوعی از رنگ‌ها انجام می‌شده است. زنان بلوچ از پارچه‌هایی با رنگ‌های تیره یا گرم مانند سورمه‌ای، قهوه‌ای، سبز زیتونی، زرشکی و کرم استفاده می‌کردند که ترکیب آن با نخ‌های مشکی جلوه‌ای خیره‌کننده و کنتراست بصری جذابی ایجاد می‌کرد. این انتخاب آگاهانه نه تنها به زیبایی طرح‌های هندسی و تکرارشونده کمک می‌کرد، بلکه نشان‌دهنده‌ی ذوق و سلیقه‌ی هنرمند در انتخاب رنگ زمینه‌ای مناسب با نوع طرح، کاربرد لباس و جایگاه اجتماعی صاحب آن بود.

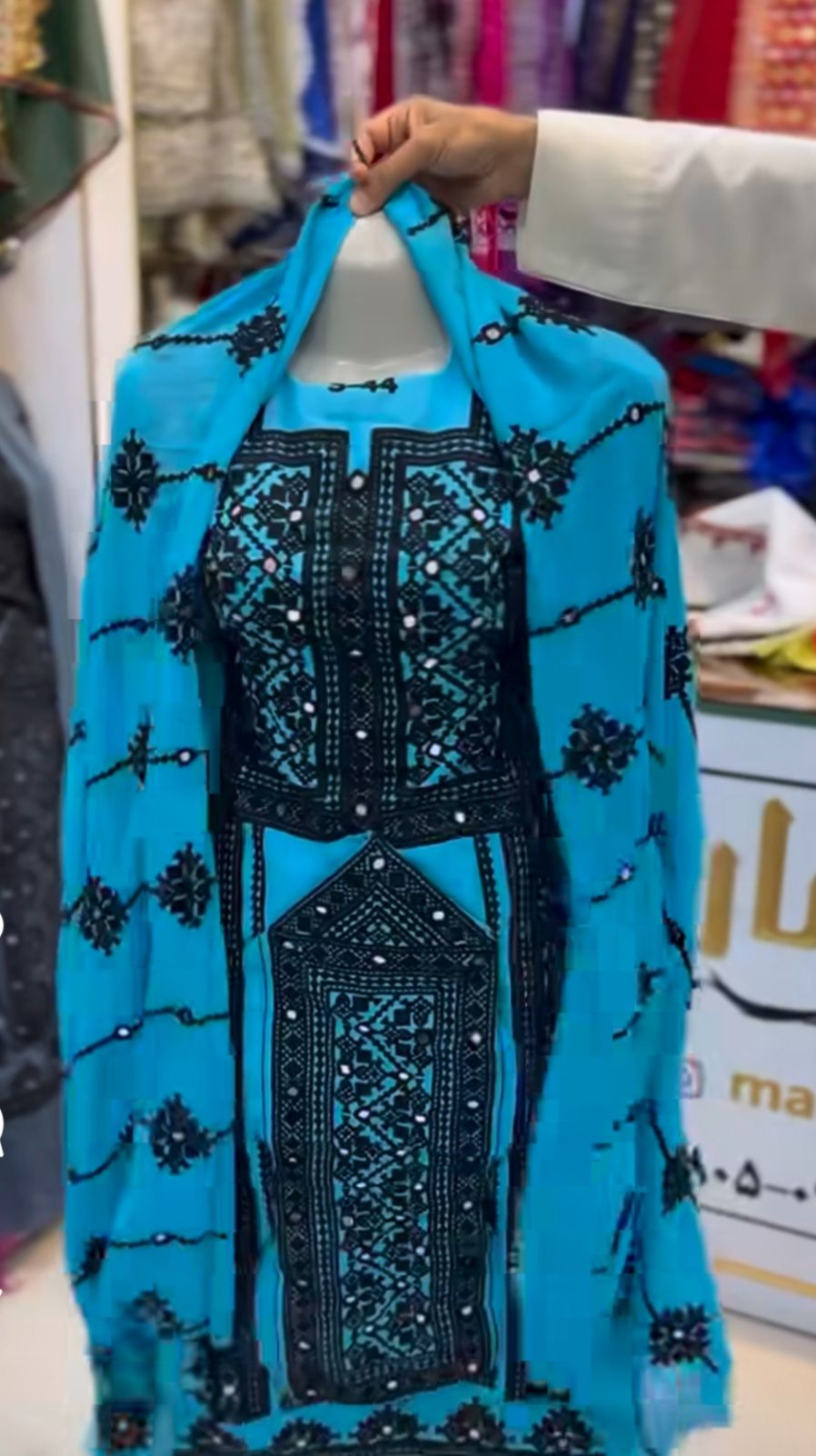
Siah Dozi Baloch on Colored Fabric

همچنین در برخی مناطق، استفاده از پارچه‌های رنگی به عنوان نشانه‌ای از تنوع فرهنگی یا آیینی تلقی می‌شده است. مثلاً لباس‌هایی با زمینه‌ی رنگی خاص ممکن بود در مراسم خاص یا توسط گروه خاصی از زنان استفاده شوند. به همین دلیل، سیاه‌دوزی بر روی پارچه‌های رنگی را می‌توان بخشی از سازگاری و پویایی این هنر دانست؛ هنری که ضمن حفظ هویت و سبک ویژه‌ی خود، توانسته در طول زمان با شرایط، کاربردها و سلیقه‌های گوناگون هماهنگ شود.

## استفاده در دیگر مناطق
در مناطق غیر بلوچ‌نشین نیز علاقه‌مندی به سیاه‌دوزی افزایش یافته است. در برخی کارگاه‌ها و نمایشگاه‌ها در شهرهای مرکزی ایران، هنرمندان با الهام از این هنر اقدام به طراحی لباس، کیف، تابلو و زیورآلات کرده‌اند. با این حال، جامعه فرهنگی بلوچ بر حفظ اصالت و احترام به خاستگاه این هنر تأکید دارد.